# Szinva

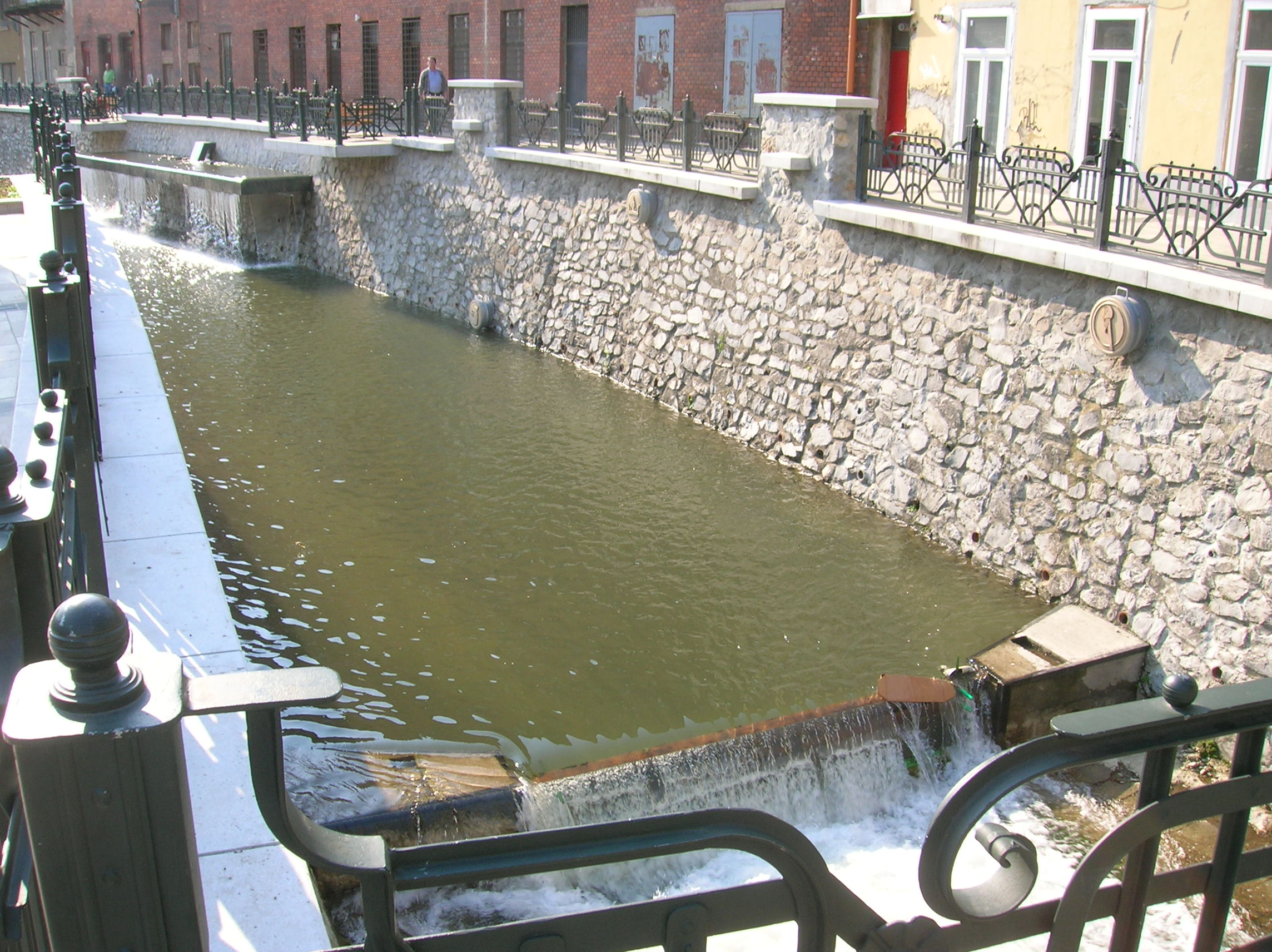
A Szinva Miskolc belvárosában

A Szinva patak Észak-Magyarországon található, a Bükk-vidéken ered és a Sajó folyóba torkollik. A Garadna-patakkal több mint 30 km hosszú, ebből 20 km Miskolc belterületén nyugat–keleti irányban a város teljes hosszán átfolyik. Emiatt több mint hetven híd található rajta, illetve a belvárosban több száz méteren teljesen lefedték.

## Leírása
A Szinva forrásai Lillafüred végében, a Hollóstető felé vezető úton vannak, sokan járnak ide forrásvízért, ám sok forrás vizét a Vízmű elvezette, például a Szinva-forrásét is.
Lillafüreden a Szinva patakon látható Magyarország legmagasabb vízesése, a 20 méter magas, mesterségesen kialakított Lillafüredi-vízesés. A Garadna-patak (12,8 km, 49,8 km², 0,108 m³/s) vizének felduzzasztásából jött létre Lillafüred másik völgyében a Hámori-tó, innen kilépve a Garadna a vízesés után kb. 100 méterrel egyesül a Szinvával. Mivel a Szinva bővizű forrásait bekapcsolták Miskolc város ivóvízellátó rendszerébe, a patak összefolyás feletti szakasza csapadékszegény időszakokban kiszárad, ilyenkor a tóból szivattyúzzák a vízeséshez a vizet, illetve ekkor Miskolc területén, a Szinva medrében gyakorlatilag a Garadna vize folyik.
Mivel a Szinva a város szinte teljes hosszán áthalad, számos nevezetesség a partján vagy a közvetlen közelében található, köztük Lillafüreden a libegő, a Palotaszálló, a vízesés, az Anna-barlang, Diósgyőrben a Diósgyőri Papírgyár, a II. János Pál pápa tér, a Belvárosban az Erzsébet tér, a Szinva terasz, a Szinvapark bevásárlóközpont, valamint a város keleti részén, a Sajóba torkollása előtt a Tiszai pályaudvar.

### Vízrajzi adatok
A patak teljes hossza 18,5 km. Vízgyűjtő területe 159,4 km² (más adatközlő szerint 162 km²). Átlagos vízhozama a torkolatánál 1,4 m³/s; sokévi átlagos (1971–2000): 0,733 m³/s). A legkisebb vízhozama 0,08 m³/s, a legnagyobb 70 m³/s. A Bükk-vidék egyik legbővebb vizű patakja.
Mellékvizei: Garadna-patak, Csanyik-patak, Köpüs-patak, Szent György-patak, Tatár-árok, Pereces-patak, Lyukó-patak, Pece-patak.

## Története
A patakot már 1377-ben említi Nagy Lajos egy oklevele, Synwapataka néven. Neve szláv eredetű, pontos jelentése vitatott, talán „kék, szürke”. A Szinván álltak Miskolc egykori vízimalmai, valamint a valamikori zsidó fürdő. A 19. században több nagy áradás volt, közülük a legnagyobb az 1878-as miskolci árvíz, amely jelentős szerepet játszott a vízimalmok felszámolásában. 1970-ben rendkívül megnőtt a vízszint és az alacsonyabban fekvő területeket elöntötte.
A rendszerváltás előtti évtizedekben, amikor Miskolc ipari központ volt, a patak vize elsősorban a Diósgyőri Papírgyár miatt rendkívüli mértékben szennyezett volt. Mára jelentősen tisztább lett, horgászni is lehet benne. 2010 májusában a rendkívüli esőzés okozott áradást.
Az 1965 és 1990 közt használatos városcímer négy hullámvonalából az egyik a Szinvát jelképezi.

## A Szinváról elnevezett helyek
A Belvárosban a partján található többek közt a Szinva terasz nevű tér és a Szinvapark bevásárlóközpont. Nevét viseli még a Szinvavölgyi Táncegyüttes.
Miskolcon a Szinva, Alsószinva és Felsőszinva utcát nevezték el róla, ezeken kívül Budapest VII. kerületében és Érden található Szinva utca – utóbbi kettőben a Sajó utcába torkollik.